# Barekamoetjoen
Barekamoetjoen (Armeens: Բարեկամություն) is een metrostation in de Armeense hoofdstad Jerevan. 
Het ondergronds metrostation was een van de eerste vier metrostations op Lijn 1 van de metro van Jerevan. De bouw van de metrolijn werd gestart in 1972 en het eerste segment van 7,6 kilometer werd geopend op 7 maart 1981.
Barekamoetjoen is het meest noordelijke station in de stad en is omgeven door een ondergronds winkelcentrum. Het station ligt aan het gelijknamige plein (Vriendschapsplein) in het district Arabkir. De muren en pilaren zijn bekleed met wit marmer.

## Fotogalerij

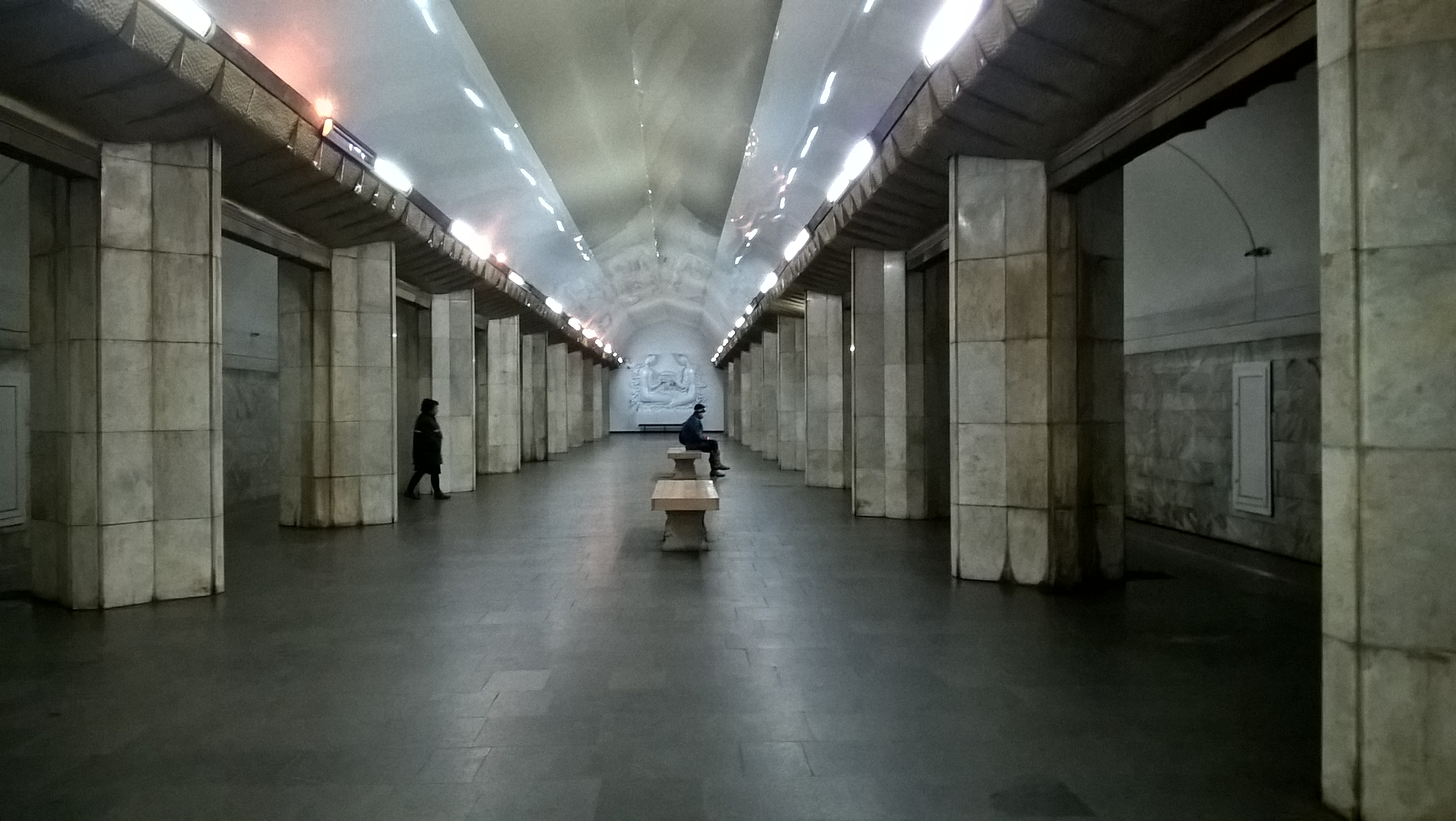
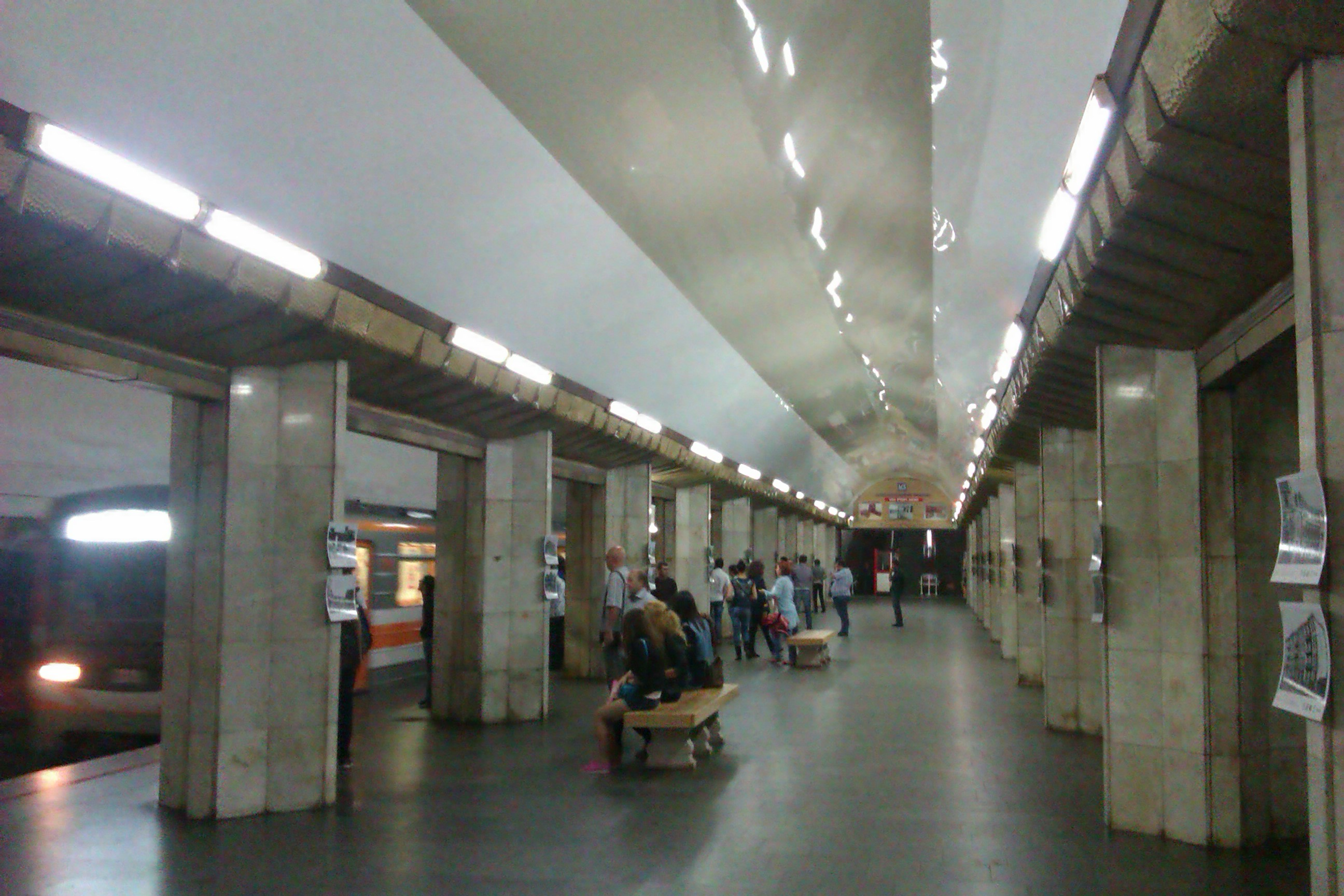